# Mascle alfa i beta
Mascle alfa i mascle beta són termes per a homes derivats de les designacions d'animals alfa i beta en etologia. També es poden utilitzar amb altres gèneres, com ara dones, o addicionalment utilitzar altres lletres de l'alfabet grec (com ara sigma). La popularització d'aquests termes per descriure els humans ha estat àmpliament criticada per diversos científics.
Ambdós termes s'han utilitzat amb freqüència en mems d'Internet. El terme beta s'utilitza com a autoidentificador pejoratiu entre alguns membres de la masclosfera, particularment els incels, que no creuen que siguin assertius o tradicionalment masculins, i se senten ignorats per les dones. També s'utilitza per descriure negativament altres homes que no es consideren assertius, especialment amb les dones.
En la cultura d'internet, el terme "mascle sigma" també s'utilitza amb freqüència, guanyant popularitat a finals de la dècada del 2010, però des de llavors s'ha utilitzat de broma, sovint amb incel.

## Història
Els termes s'utilitzaven gairebé exclusivament en etologia animal abans de la dècada del 1990, sobretot pel que fa als privilegis d'aparellament amb femelles, la capacitat de mantenir el territori i la jerarquia pel que fa al consum d'aliments dins del seu ramat o ramada. En etologia animal, beta fa referència a un animal que està subordinat a membres de rang superior en la jerarquia social, per la qual cosa ha d'esperar per menjar i té menys o menys oportunitats de còpula.
Al llibre de 1982 Chimpanzee Politics: Power and Sex Among Apes, el primatòleg i etòleg Frans de Waal va suggerir que les seves observacions d'una colònia de ximpanzés es podrien aplicar a les interaccions humanes. Alguns comentaris sobre el llibre, inclosos els del Chicago Tribune, van discutir els seus paral·lelismes amb les jerarquies de poder humà. A principis dels anys noranta, alguns mitjans de comunicació van començar a utilitzar el terme alfa per referir-se als humans, concretament a homes "virils" que destacaven en els negocis. El periodista Jesse Singal, escrivint a la revista New York, atribueix el coneixement popular dels termes a un article de la revista Time de 1999, que descrivia una opinió de Naomi Wolf, que en aquell moment era assessora del llavors candidat presidencial Al Gore⁣: "Wolf ha argumentat internament que Gore és un 'mascle beta' que necessita enfrontar-se al 'mascle alfa' al Despatx Oval abans que el públic el vegi com el millor". Singal també atribueix al llibre supervendes de Neil Strauss del 2005 sobre l'art de lligar, titulat The Game, la popularització del mascle alfa com un ideal aspiracional.

## Ús
La idea que hi ha una jerarquia de dominància entre els humans que consisteix en "mascles alfa" i "mascles beta" de vegades es reporta als principals mitjans de comunicació. El terme mascle alfa sovint s'aplica a qualsevol home dominant, especialment als assetjadors, tot i que el comportament dominant rarament es veu com un tret positiu, ni per a una cita ideal ni per a una parella romàntica. Les afirmacions sobre que les dones estan "programades" per desitjar "mascles alfa" són vistes pels experts com a misògines i estereotipades, i no estan recolzades per la investigació. Els psicòlegs evolutius que estudien el comportament d'aparellament humà creuen que els humans utilitzen dues estratègies diferents – domini i prestigi – per escalar jerarquies socials, i que el prestigi juga un paper significativament més important a l'hora d'establir l'atractiu dels homes per a les dones que el domini. El científic cognitiu Scott Barry Kaufman ho resumeix de la següent manera:
En conjunt, la investigació suggereix que l'home ideal (per a una cita o una parella romàntica) és algú assertiu, segur de si mateix, tranquil i sensible, sense ser agressiu, exigent, dominant, tranquil, tímid o submís. En altres paraules, un home prestigiós, no un home dominant. De fet, sembla que l'home prestigiós que té un alt nivell d'assertivitat i amabilitat es considera el més atractiu per a les dones tant per a aventures a curt termini com per a relacions a llarg termini.
Els conceptes erronis sobre els "mascles alfa" són comuns dins de la masclosfera, un conjunt de llocs web, blogs i fòrums en línia que promouen la masculinitat, una forta oposició al feminisme i la misogínia, que inclou moviments com el moviment pels drets dels homes, els incels (cèlibes involuntaris), Men Going Their Own Way (MGTOW), els artistes de la pick-up (PUA) i els grups pels drets dels pares.
El terme beta també s'utilitza sovint entre les comunitats de la masclosfera per referir-se als homes que consideren que les dones s'aprofiten fàcilment o els ignoren. El seu ús és inconsistent, i fins i tot l'acadèmica en estudis de mitjans de comunicació Debbie Ging ha descrit les teories de les comunitats sobre la "masculinitat alfa, beta, omega i zeta" com a "confuses i contradictòries". Beta s'utilitza de vegades com a autoidentificador entre homes que no representen la masculinitat hegemònica. De vegades, els manosferians també l'utilitzen com a terme pejoratiu per a homes que són o són percebuts com a feministes, o que es creu que actuen com a "white knights". Alguns grups de la manosfera es refereixen a membres d'altres grups de la manosfera com a betes; per exemple, els membres de la comunitat MGTOW de vegades ho utilitzen per referir-se a activistes pels drets dels homes o incels. Els membres de les comunitats de pickup artists (PUA) l'utilitzen per referir-se als homes que no poden seduir les dones. Termes similars utilitzats per les comunitats de la manosfera inclouen nice guy, cuck, simp i soy boy.

## Termes relacionats

### Mascle Sigma
"Sigma male" és un terme d'argot d'Internet per descriure homes solitaris i masculins. El terme va guanyar protagonisme dins de la cultura d'internet durant finals de la dècada del 2010 i principis de la del 2020, i ha inspirat nombrosos mems, grafits i vídeos. S'utilitza per denotar un mascle que és equivalent a un mascle alfa, però que existeix fora de la jerarquia masculina alfa-beta com a "llop solitari". A la masclosfera, es considera el tipus de mascle més "rar". El 2023, #sigma va obtenir més de 46.000 milions de visualitzacions a la plataforma de xarxes socials TikTok.
El terme va aparèixer per primera vegada en una entrada de blog de l'escriptor estatunidenc Vox Day. Més tard, el cirurgià plàstic californià John T. Alexander va publicar el llibre The Sigma Male: What Women Really Want. El 2018, el terme va aparèixer a YouTube i el 2021 es va fer viral després d'un tuit de Lily Simpson.
El terme mascle sigma també ha pres un significat irònic i satíric, sovint burlant-se del concepte de "masclosfera" i de les idees de cultura de l'esforç, amb accions estranyes i sense sentit considerades part de la mentalitat sigma male o "grindset". A les xarxes socials, el terme s'utilitza sovint per descriure personatges de ficció idealistes i masculins de pel·lícules i programes de televisió. Cal destacar que la interpretació que fa l'actor Christian Bale del personatge Patrick Bateman de la pel·lícula American Psycho del 2000 sovint se cita com una representació ideal d'un "home sigma", tant a través de mems com de discussions poc iròniques.
Beth Skwarecki, editora de salut del blog Lifehacker, descriu l'home sigma com un "concepte absurd del món incel". A causa de l'atribució del terme a personatges de pel·lícules de ficció, s'ha destacat que promou estàndards de personalitat i bellesa poc realistes.

### Alfa Fux Beta Bux
A la masclosfera, el terme alfa fux beta bux pressuposa una estratègia sexual d'hipergàmia o "casament" entre dones en què prefereixen i tenen relacions sexuals amb homes "alfa" però es conformen amb homes "beta" menys atractius per motius econòmics. De vegades expressa la creença que les dones es casen amb homes beta per explotar-los econòmicament, mentre continuen tenint relacions sexuals extramatrimonials amb homes alfa. Ging explica aquestes creences com un esforç dels homes joves del món occidental per fer front a les seves perspectives econòmiques limitades després de la crisi financera del 2007-2008 apel·lant a les nocions essencialistes de gènere de les dones buscadores d'or populars en la cultura postfeminista.

### Orbitador beta
Un orbitador beta és un home beta que inverteix temps i esforços a relacionar-se amb dones amb l'esperança eventual d'entaular una relació romàntica o tenir relacions sexuals amb elles. El terme va rebre certa atenció mediàtica el 2019 amb l'⁣assassinat de Bianca Devins. Un home va matar la Devins, de 17 anys, i va publicar fotografies del seu cos en línia, una de les quals duia el peu de foto: "Ho sento, collons, hauràs de trobar algú altre per orbitar".

### Revolta Beta
El terme aixecament beta o rebel·lió incel s'ha utilitzat principalment entre els incels per referir-se a la venjança per part de membres de la seva comunitat que han estat ignorats per les dones. També s'utilitza de vegades per descriure un moviment per enderrocar el que consideren una societat opressora i feminista. Un atac amb vehicles a Toronto, Canadà, el 2018 va ser perpetrat per un home que havia publicat a la seva pàgina de Facebook just abans de l'atac: "la Rebel·lió Incel ja ha començat". Els mitjans de comunicació han utilitzat els termes revolta beta i rebel·lió incel per referir-se a actes de violència perpetrats per membres de comunitats de la masclosfera, en particular incels.